# Trappola per merli
Trappola per merli (Sucker Bait) è un romanzo breve di fantascienza del 1954 di Isaac Asimov. Pubblicato per la prima volta nel marzo del 1954 sulla rivista Astounding Science Fiction, è stato poi incluso in Maledetti marziani del 1955. È stato pubblicato per la prima volta in italiano, in 11 parti, in appendice alla collana Urania nel 1958 (nn. 178-188) come Un universo troppo grande.

## Trama
Sistema binario di Lagrange, Ammasso di Ercole: un pianeta prima sconosciuto viene scoperto da un gruppo di coloni alla ricerca di pianeti fertili per la colonizzazione. Viene nominato Troas, e si muove con sbalorditiva regolarità fra i due astri del suo sistema stellare: Lagrange I e Lagrange II (caso unico nella galassia). A un anno dall'inizio dello stanziamento, gli uomini e le donne del pianeta cominciano a morire a causa di una misteriosa malattia che colpisce il sistema respiratorio, e il pianeta viene dimenticato in quanto la colonizzazione non era stata registrata sulle liste di civilizzazione del governo Terrestre, per evitare l'arrivo di ulteriori umani.
A 100 anni di distanza il pianeta viene riscoperto, e 10 anni dopo, i politici della Terra, si fanno una grandissima pubblicità con questo, per rimediare al problema incalzante della sovrappopolazione dei pianeti abitabili. Ma c'è un problema: uno mnemonico, ossia una persona il cui compito è adibito a ricordare tutto ciò che vede, si ricorda di aver letto di rapporti provenienti da fonti secondarie (i pianeti vicini a Troas che recepirono i segnali di aiuto da parte dei coloni), sulla pericolosità di quel pianeta. Il suo nome è Mark Annuncio, e viene spedito in gran segreto assieme ad una commissione di scienziati su Troas, per capire se era sicuro abitarlo oppure se si trattava di una trappola per merli.
La George G. Grundy (meglio conosciuta come Triplo G.) è la nave scelta per la missione. Il capitano Folenbee, è pagato dalla Confederazione dei Mondi solo per trasportare gli scienziati e non fare troppe domande, senza contare che è il solo membro dell'equipaggio informato sulla disgrazia avvenuta nel passato del pianeta, proprio per evitare ammutinamenti. Mark è accompagnato da uno degli psicologi del Servizio Menemonico, il dottor Mayer Sheffield, che lo sostiene per tutto il viaggio, essendo il giovane colpito da un fortissimo mal di spazio.
Arrivati su Junior (il nome alternativo di Troas, affibbiatogli dopo la seconda scoperta), gli scienziati si danno da fare per un mese per capire cosa potesse esserci di mortale sull'oggetto celeste. Sarà però solo Mark a capirlo essendo il suo compito da Mnemonico particolarmente importante: memorizzare informazioni multidisciplinari, e renderle prontamente disponibili agli scienziati di quel tempo, iper-specializzati nelle loro branche scientifiche, ma completamente privi di una istruzione generalista dello scibile umano. Essendo odiato da tutto il gruppo di dotti della missione per il suo comportamento solitario ed eccessivamente curioso nei confronti delle loro materie, e temendo di non essere creduto, Mark è costretto ad avvertire gli uomini della Triplo G., della morte misteriosa dei primi coloni e scatenare quindi un ammutinamento che avrebbe portato tutti via dal pianeta.
Arrivato dinnanzi alla corte di bordo composta dal solo capitano Folenbee (con cui non era andato d'accordo sin dall'inizio), Mark, assieme a Sheffield, suo tutore, è condannato a morte, sennonché il giovane finalmente svuota il sacco sulla sua orribile scoperta; egli aveva appreso in passato, da un libro di carta, dei grandissimi pericoli per la salute umana nel respirare berillio. Dato che il geologo non sapeva niente di medicina, e il medico non sapeva molto dei pericoli di questo elemento, poteva essere solo Mark quello capace di relazionare le alte concentrazioni di berillio atmosferico e i danni da avvelenamento di questo elemento. Il racconto si conclude con la triste constatazione che anche un solo mese di respirazione continuata di berillio, poteva essere mortale.

## Troas/Junior
Pianeta di tipo terrestre, mosso da un finissimo gioco di forze comandate da due astri; Lagrange II è due terzi la massa di Lagrange I (nominati così perché seguono le posizioni dei punti di Lagrange), e Troas gira in modo unitario in mezzo ai due, trovandosi sempre alla stessa distanza di 160 milioni di chilometri da entrambe le stelle. Il pianeta troiano possiede un'unica luna, Ilium (detta anche dopo la seconda scoperta sorellina), e i due soli hanno una colorazione diversa (L I è Rosso, mentre L II è Verde), così che proiettano interessanti giochi di ombre colorate sulla superficie, magnificati dalla parziale riflessione dei raggi da parte del satellite naturale.
Troas si trova nel mezzo di una glaciazione che avrà fine solo fra un milione di anni, per questo è abitabile al momento, solo all'equatore. La crosta ha una composizione molto simile a quella della Terra, come l'atmosfera, solo un po' più densa. Le polveri ricche di berillio però, sono molto pericolose appunto, ma flora e fauna endemiche sono perfettamente adattate a questo problema. Vi sono vaste foreste non troppo fitte, organismi simili a insetti sciamanti e altri animali con maggiore stazza, dotati di 2 paia di ali.

## Fondazione
Questo racconto può essere inserito nell'universo della Fondazione, come lo stesso Asimov ha confermato. In esso infatti si fa riferimento a elementi tipici dei cicli quali: il pianeta Aurora e un super computer a Washington (probabilmente Multivac). Avviene a cavallo fra il Ciclo dei Robot e il Ciclo dell'Impero, quando la Terra era ancora il centro della galassia, la radioattività non era ancora troppo alta per essere dannosa per i terrestri, e Aurora non era ancora stata dimenticata, al contrario dei robot che ormai erano finiti nell'oblio. Erano stati inoltre colonizzati 80.000 mondi, e la popolazione stava raggiungendo il collasso.